# Philautus cinerascens
Philautus cinerascens là một loài ếch trong họ Rhacophoridae. Chúng là loài đặc hữu của Myanmar.